# Gérald Porical
Pour les articles homonymes, voir Porical.
Pas d'image ? Cliquez ici

a Compétitions nationales et continentales officielles uniquement.

Gérald Porical, né le 30 mars 1950 à Pézilla-la-Rivière (Pyrénées-Orientales), est un joueur de rugby à XV de l'Union sportive arlequins perpignanais évoluant au poste d'arrière.

## Biographie
Il atteint la finale du Championnat de France en 1977 mais Perpignan perd contre l'AS Béziers. 
Il est le fils de Paul Porical, champion de France avec l'USA Perpignan en 1938.
Son fils Jérôme Porical est également joueur de rugby au sein de l'effectif de l'USAP et a gagné le championnat de France en 2009 face à l'ASM Clermont Auvergne.

## Parcours en club
- jusqu'en 1969 : club de Pézilla-la-Rivière
- 1969-1982 : USA Perpignan
- 1982-1989 : club de Pézilla-la-Rivière

## Palmarès
- Finaliste du Championnat de France en 1977